# Ангорский район
Ангорский район (узб. Angor tumani / Ангор тумани) — административная единица в Сурхандарьинской области Узбекистана. Административный центр — городской посёлок Ангор.

## История
Ангорский район был образован в 1952 году. В 1963 году упразднён, а кишлак Ангор стал центром Термезского района. Восстановлен в 1979 году (центр — кишлак Ангор). С 2002 года центром Ангорского района был уже городской посёлок Ангор.

## Административно-территориальное деление
По состоянию на 1 января 2011 года в состав района входят:
- 11 городских посёлков:

1. Ангор,
2. Гиламбоб,
3. Зартепа (близ городища Зар-тепе),
4. Кайран,
5. Карасу,
6. Новшахар,
7. Талимаран,
8. Таллошкан,
9. Хамкан,
10. Янгиабад,
11. Янги Турмуш.

- 7 сельских сходов граждан:

1. имени Навои,
2. Дустлик,
3. Занг,
4. Истиклол,
5. Кайран,
6. Талимаран,
7. Янгиабад.